# サントス
サントス (Santos [ˈsɐ̃tus] ( 音声ファイル)) は、ブラジルのサンパウロ州にある港湾都市。人口は約43万人（2020年）。サンパウロ都市圏に含まれる。

## 概要
1543年に設立。ポルトガルの植民地時代から港湾都市として栄え、1908年に日本からの最初の正式移民が神戸港より笠戸丸でサントス港に到着した。また、ドイツやイタリアなどヨーロッパ諸国からの移民の多くもサントス港を利用した。
第二次世界大戦前には日本人の移民が多く在住し、日本人学校も存在したものの、第二次世界大戦中の日系人の強制収容政策により日本人と日系人は内陸に強制的に移動させられ、その後日系人人口は急減した。
国内有数の規模の港湾の他、市内は石畳の古い町並みやコーヒー取引市場が有名。なお、東隣にある町、グアルジャはビーチリゾートとして人気が高い。サンパウロからの距離は約50㎞で通勤圏内にあるため、統計ではサンパウロ都市圏に含まれることが多い。

## 産業

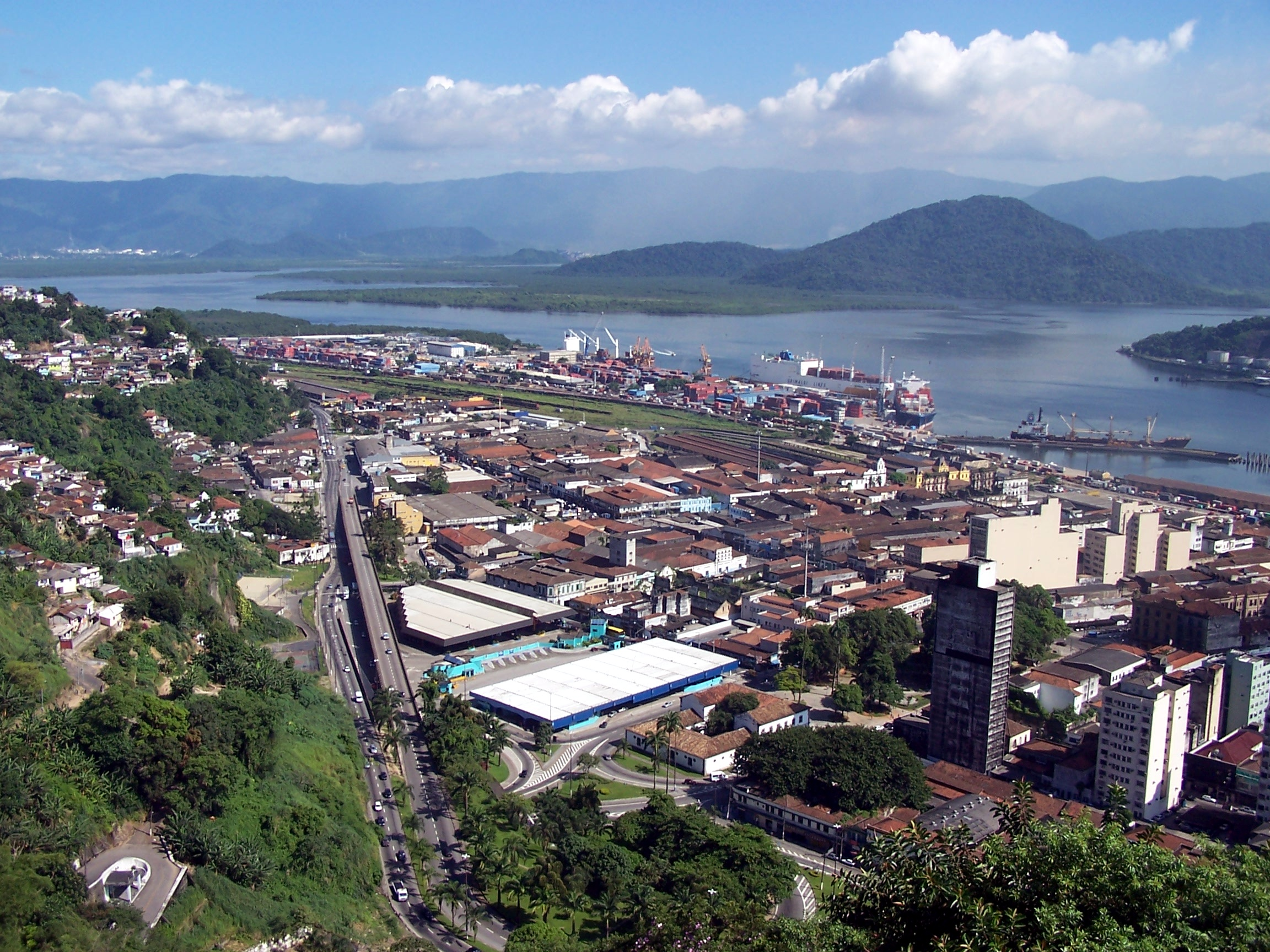
サントス港

内陸都市であるサンパウロの外港として機能しており、電気製品や自動車、コーヒー、大豆の輸出の拠点となっている他、市街地には重工業、化学工業を中心とした大規模な工業地帯が立地している。
また、ブラジル選手権の強豪の一つであり、ペレや三浦知良も所属していた名門サッカークラブのサントスFCの本拠地である。
市街地にあるグアルジャをはじめとして周辺には複数のビーチがあり、これらのビーチを目当てに内陸都市であるサンパウロから多くの観光客が訪れる。

## 気候
サントスは熱帯に分類される。低地に位置しているため、気温はサンパウロ（標高700m）より3度位高い。年間雨量は約2000㎜でサンパウロ（約1600㎜）より少し多い。

## 観光
- コーヒー取引市場
- サントスFC サッカースタジアム
- 水族館
- ビーチ/海

## 交通
ブラジル最大かつ南半球最大の都市であるサンパウロから南方60キロの位置にあり、サンパウロとの間は「アンシエッタ」と「イミグランテス」の2本の高速道路の他、幹線道路や鉄道(定期の列車は全て貨物輸送)は大半が結ばれている。

## 姉妹都市

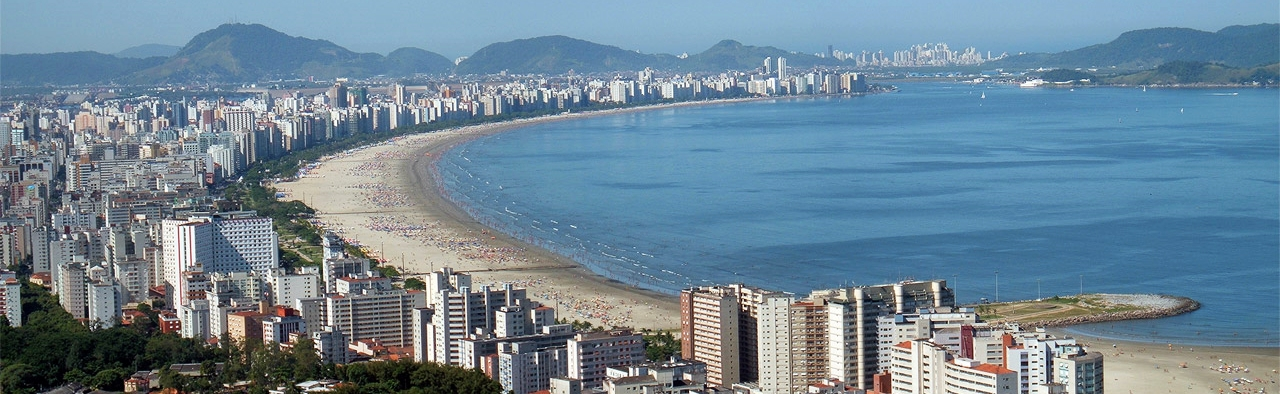
サントス海岸の風景

- 下関市
- 長崎市
- トリエステ
- コインブラ
- フンシャル
- アンシャロ
- アロウカ
- ウシュアイア
- ハバナ
- 泰州市
- 寧波市
- コンスタンツァ
- 蔚山広域市
- コロン (パナマ)